# Ma Ning (rozhodčí)
Ma Ning (* 14. června 1979) je čínský fotbalový rozhodčí. Od roku 2011 je plnohodnotným mezinárodním rozhodčím FIFA.
Je učitelem na Wuxi Vocational and Technical College.
Dne 9. května 2015 Ma vyvolal rozsáhlou kontroverzi, když vyloučil hned 3 hráče klubu Šen-chua v šanghajském derby mezi Šanghaj SIPG a Šanghaj Šen-chua v čínské Super League, zápas skončil 5-0 pro SIPG.
Dne 23. února 2019 bylo oznámeno, že Ma Ning byl najat CFA, aby se stal jedním z profesionálních rozhodčích v Číně.
Dne 19. května 2022 byl Ma vybrán jako jeden z 36 rozhodčích pro Mistrovství světa ve fotbale 2022. Je tak teprve druhým čínským rozhodčím, který se stal sudím na mistrovství světa (prvním byl Lu Jun v roce 2002).
Dne 21. srpna 2022, během zápasu čínské Super League mezi Wuhan Yangtze River a Henan Songshan Longmen, byl Ma úmyslně sražen útočníkem Songshan Longmen Henrique Douradem, který byl následně vyloučen za násilné chování. Zápas skončil 2:2. O pět dní později čínská FA oznámila 12měsíční suspendaci pro Dourada, což byl nejpřísnější trest v historii čínské Super League.

## Asijský pohár
| Asijský pohár 2019 – Spojené arabské emiráty | Asijský pohár 2019 – Spojené arabské emiráty | Asijský pohár 2019 – Spojené arabské emiráty | Asijský pohár 2019 – Spojené arabské emiráty |
| Datum                                        | Zápas                                        | Místo                                        | Fáze                                         |
| -------------------------------------------- | -------------------------------------------- | -------------------------------------------- | -------------------------------------------- |
| 9. ledna 2019                                | Katar – Libanon                              | Al Ajn                                       | Základní skupina                             |